# Henry Chakava
Henry Chakava (Vokoli (Vihiga), 26 april 1946 – Nairobi, 8 maart 2024) was een Keniaans uitgever. Hij legde zich in zijn leven toe op de ontwikkeling en publicatie van boeken in met name Oost-Afrika. Hij werd voor zijn bijdrage aan de educatieve en culturele literatuur in zijn regio meermaals internationaal onderscheiden.

## Levensloop
Hij begon zijn loopbaan na zijn studie in literatuur en filosofie in 1972 als redacteur en later hoofdredacteur van de vestiging in Nairobi van de internationale uitgeversmaatschappij Heinemann. Hier was hij betrokken bij de publicatie en promotie van Afrikaanse schrijvers met hoog internationaal aanzien, zoals Ali Mazrui, Chinua Achebe, Marjorie Macgoye, Meja Mwangi, Ngũgĩ wa Thiong'o en Okot P'Bitek.
In 1992 nam hij de Keniaanse vestiging over en ging zelfstandig verder onder de naam East African Educational Publishers. Hij breidde later uit met vestigingen in Oeganda en Tanzania.
Hij kwam met een groot aantal educatieve en culturele publicaties die van groot belang waren voor oostelijk Afrika. Zo publiceerde hij schoolboeken voor het primair tot tertiair onderwijs die vanwege het grote scala onderwerpen vanuit Afrikaans perspectief een belangrijke vernieuwing betekenden van de voorraad aan boeken uit een door Westerse mogendheden beïnvloede, andere tijd. Ook op het gebied van culturele publicaties kwam hij met innoverend werk. Naast Engelse publicaties, gaf hij ook ruimte aan publicaties in lokale talen, nog in een tijd waarin publicaties in lokale talen werden gezien als staatsondermijnend. Ook publiceerde hij boeken die kritisch waren over de lokale regeringen. Met het tarten van de grenzen van de vrijheid van meningsuiting nam hij grote risico's en werd hij meermaals bedreigd.
Naast zijn werk als uitgever kreeg hij de leiding over het African Publishing Institute en onderhield hij nauwe contacten met belangrijke uitgevers in Oxford, zoals het African Books Collective en Bellagio Publishing Network. Hij was gastdocent aan de Oxford Brookes-universiteit.
Chakava overleed op 8 maart 2024 op 77-jarige leeftijd.

## Erkenning
- 1984: Onderscheiding voor buitengewone dienst voor Kenia, door het Keniaanse staatshoofd
- 2000: Zimbabwe International Book Fair Award
- 2005: Eredoctoraat van de Oxford Brookes-universiteit
- 2006: Prins Claus Prijs

- Biblioteca Nacional de España: XX978438
- International Standard Name Identifier: 0000 0000 8152 9299
- Library of Congress Control Number: n78027743
- Nationale Bibliotheek van Israël: 987007383944805171
- Nederlandse Thesaurus van Auteursnamen: 125323492
- Système universitaire de documentation: 111394619
- Virtual International Authority File: 72647237
- WorldCat: E39PBJwD3C8krKWq8kWVkYp9Dq